# Helena Anžujska
Helena Anžujska (srbsko Јелена Анжујска, Jelena Anžujska, francosko Hélène d'Anjou) je bila kot žena srbskega kralja Štefana Uroša I. kraljica Srbije, * okoli 1236, † 8. februar 1314. 
Njena sinova Štefan Dragutin in Štefan Milutin sta bila srbska kralja. Heleni se pripisuje veliko besedil z versko vsebino.

## Življenje

### Poreklo
Helenino poreklo ni povsem jasno. Rojena je bila okoli leta 1236. V biografiji nadškofa Danila ste omembi, da "je bila iz francoske družine" in da je bila "družina kraljevske ali cesarske krvi". John Fine ml. trdi, da je bila "katoličanka francoskega porekla, verjetno iz rodbine Valoijskih". Po  Europäische Stammtafeln (Evropska družinska drevesa) je izhajala iz stranske veje družine bizantinskih cesarjev in ogrske kraljevske hiše. Če je to res, bi lahko bila hčerka Ivana Angela Sremskega in sestra Marije Angeline, žene Anseauja de Cayeuxa, generalnega kapitana Albanije Karla I. Neapeljskega. Karel I. je kot njen sorodnik omenjen v pismu iz leta 1273. Lahko bi bila tudi vnukinja sestre Balduina II. Courtenaya. 
Leta 1280 je Karel I. Sicilski Mariji Angelini izdal dovoljenje za potovanje iz Apulije v Srbijo na obisk k "njeni  sestri, kraljici Srbije". Starši Marije Angeline so znani  iz njenega poročnega lista, ki ga je leta 1253 izdal papež. Helena je bila torej po očetovi strani vnukinja bizantinskega cesarja Izaka II. Angela in njegove druge žene Margarete Ogrske.

### Kraljica
Helena se je s Štefanom Urošem I. poročila okoli leta 1245. Z njim je imela najmanj štiri otroke:
- Dragutina, srbskega kraja 1276-1282
- Milutina, srbskega kraja 1282-1321[7]
- Štefana, ki je umrl mlad
- hčerko Brnjačo

Nekaj časa je vladala v Zeti, Travuniji, Plavu in Poibarju. V tem času je bila Srbija razdeljena na tri dele. V drugih dveh delih sta vladala Dragutin in Milutin. Kasneje je postala nuna v cerkvi sv. Nikolaja v Skadru, kjer je 8. februarja 1314 umrla.
Veliko je prispevala v kulturni rasti srednjeveške srbske države. Imela je prvo dvorno knjižnico, spodbujala prepisovanje knjig v samostanih in ustanovila prvo dekliško šolo v srednjeveški Srbiji. Njena palača je bila v Brnjaku na Kosovu, kjer je bila tudi šola. Razen te palače je posedovala tudi mesto Jelač na Rogozni. Kot drugi Nemanjići je tudi ona ustanovila več samostanov, med njimi tudi samostan sv. Sergeja in Baha na Bojani,  Gradac, kjer je bila pokopana, in cerkev sv. Nikolaja v Skadru, kjer je umrla. Obnovila in ponovno zgradila je več cerkva in samostanov okoli Skadarskega jezera, opustošenih med mongolsko invazijo leta 1242.

## Zapuščina
Heleno Anžujsko je Srbska pravoslavna cerkev razglasila za svetnico. Praznuje se 12. novembra (po starem koledarju 30. oktobra).
Za dobrodošlico ob njenem prihodu v nov dom  v Srbiji so ob reki Ibar nasadili španski bezeg, da bi jo spominjal na njen dom v Provansi. Ta del doline Ibra je še vedno znan kot Dolina španskega bezga. 